# Filiolus graminicola
Filiolus graminicola là một loài ruồi trong họ Asilidae. Filiolus graminicola được Lehr miêu tả năm 1958.